# Arquidiocese de Bari-Bitonto
A Arquidiocese de Bari-Bitonto (Archidiœcesis Barensis-Bituntina) é uma circunscrição eclesiástica da Igreja Católica situada em Bari e com cocatedral em Bitonto, na Itália. Seu atual arcebispo é Giuseppe Satriano. Sua Sé é a Catedral de São Sabino.
Possui 127 paróquias servidas por 341 padres, abrangendo uma população de 757 830 habitantes, com 100% da dessa população jurisdicionada batizada (757 506 católicos).

## História

### Bari
As primeiras notícias historicamente confiáveis sobre a diocese de Bari datam do século IV , quando o bispo Gervásio participou do Concílio de Sárdica em 342/344 . Em 465 foi seu sucessor Concórdio quem participou do sínodo romano: segundo Lanzoni, Concórdio foi o único bispo de Bari historicamente certo nos primeiros seis séculos cristãos. Em 530, com o bispo Pedro, a diocese foi elevada à categoria de arquidiocese metropolitana, sujeita ao patriarcado de Constantinopla.
Dos séculos VIII ao XI, a arquidiocese de Bari, sob domínio direto de Constantinopla, adotou o rito bizantino, cujos vestígios permaneceram até o século XVI. Juntamente com o rito bizantino, o calendário litúrgico da Igreja de Bari lembrava os santos do Oriente celebrados segundo o calendário bizantino. Finalmente, na catedral de Bari foi usado até o século XX para declarar o Evangelho e as Epístolas em latim e grego.
No século IX, na sequência da devastação provocada em Apúlia pelos Sarracenos, a cidade de Canosa (Canusium) foi destruída e Angelário, bispo daquela cidade, fugiu para Bari em 844, levando consigo as relíquias dos Santos Rufino, Memore e Sabino; este último tornou-se então padroeiro da diocese de Bari. O Papa Sérgio II conferiu a Angelário o título de bispo de Bari e Canosa, título que os arcebispos de Bari mantiveram até a recente reorganização das dioceses em 1986.
Em 933, o Papa João IX concedeu o uso do pálio ao arcebispo de Bari e, num século, todos os laços com Constantinopla foram cortados, em favor daqueles com Roma.
Alguns anos depois, em 1098, o Papa Urbano II foi a Bari para celebrar um sínodo que visava a reaproximação entre a Igreja Oriental e a sé apostólica de Roma. O papel desempenhado pela Igreja local teve um peso significativo na escolha de Bari, que pela presença das relíquias de São Nicolau constituiu o terreno natural para o diálogo entre cristãos orientais e ocidentais. Participaram do sínodo 183 bispos, incluindo Santo Anselmo de Cantuária que se destacou pelas posições que assumiu sobre o uso do pão fermentado na Eucaristia e na procedência do Espírito Santo (a chamada disputa pela Cláusula Filioque). No entanto, o Sínodo não produziu os resultados desejados e as distâncias doutrinárias foram exacerbadas.
Em 1377, Bartolomeo Prignano era arcebispo de Bari, quando se tornou o Papa Urbano VI, que no entanto nunca visitou a cidade.

### Bitonto
Segundo a tradição, a diocese de Bitonto, como a de Bari, também tem uma origem que remonta ao tempo da conversão plena da Apúlia. Embora existam informações confusas sobre um bispo chamado Andreano que viveu por volta de 742 (e provavelmente pertencia à igreja de Bisignano), a menção mais antiga à diocese remonta ao século XI e o primeiro bispo de Bitonto de quem temos informações detalhadas foi Arnolfo em 1087.
Em 1151 e 1172 a sé de Bitonto foi confirmada como sufragânea da arquidiocese de Bari pelos Papas Eugênio III e Alexandre III, respectivamente.
Com a bula De utiliori do Papa Pio VII de 27 de junho de 1818, a diocese de Bitonto foi unida aeque principaliter à de Ruvo.

### Sé unificada de Bari e Bitonto
A união das dioceses de Bitonto e Ruvo durou até 1982; na verdade, em 30 de setembro daquele ano, a Santa Sé procedeu à nomeação de dois bispos separados para as duas sedes. Andrea Mariano Magrassi, que já era arcebispo de Bari, foi nomeado para a diocese de Bitonto: desta forma Bari e Bitonto foram unidos in persona episcopi.
Em 30 de setembro de 1986, com o decreto Instantibus votis da Congregação para os Bispos, no quadro mais amplo da revisão das circunscrições eclesiásticas na Itália, as duas sedes foram unidas com a fórmula plena unione e a nova circunscrição eclesiástica assumiu o nome atual.
Por ocasião do XXIV Congresso Eucarístico Nacional, realizado de 21 a 29 de maio de 2005, no qual participou o Cardeal Camillo Ruini como legado papal, a Arquidiocese de Bari-Bitonto foi o destino da primeira viagem apostólica de Bento XVI depois da sua eleição como papa.

## Prelados

### Sé de Bari
- São Mauro † (Século I)
- Geronzio (Gervásio ?) † (mencionado em 343/344)
- Concórdio † (mencionado em 465)
- Pedro I † (mencionado em 530)
- André † (metade do século VI)
- Marcos † (596 - 610)
- Júlio † (610 - 634)
- Estevão † (634 - 653)
- Ursone † (653 - 681)
- Trasmondo † (681 - 688)
- Rodecauto † (688 - 694)
- Bursa † (694 - 753)
- Maurenziano † (753 - 758)
- Andrea † (759 - 761)
- Rodoaldo I † (762 - 780)
- Leão † (781 - depois de 787)
- Pedro II † (? - 821)
- Sebastião † (821 - 828)
- Jácomo I † (828 - 840)
- Rodoaldo II † (843 - 854)
- Angelário † (855 - 876)
- Domenico † (877 - 891)
- Giovanni I † (892 - 905)
- Guitpardo † (906 - 912)
- Rodrigo † (912 - 920)
- Giovanni II † (920 - 924)
- Alsario † (924 - 930 ou 931)
- Pietro III † (931 - 950/952)
- Giovanni III † (952 - 978)
- Paolo † (978 - 988 ou 993)
- Crisóstomo † (988 ou 993 - 1006)
- Giovanni IV † (1006 - 1025)
- Bisanzio † (1025 - 1035)
- Romoaldo I † (1035 - 1035)
- Nicola I † (1035 - 1062)
- Andrea II † (1062 - 1078)
- Ursone † (1078 - 1089)
- Elias, O.S.B. † (1089 - 1105)
- Risone † (1105 - 1117)
- Gualtieri † (1118 - 1126)
- Matteo, O.S.B. † (1126 - 1128 ou 1129)
- Angelo † (1128 ou 1129 - 1137)
- Giovanni V † (1137 - 1151)
- Giovanni VI † (1151 - 1169 ou 1171)
- Rainaldo † (1171 - 1188)
- Doferio † (1188 - 1207)
- Berardo di Castagna (ou Costa) † (1207 - 1213)
- Andrea III di Celano † (1214 - 1225)
- Marino Filangieri † (1226 - 1251)
- Enrico Filangieri, O.P. † (1252 - 1258)
- Giovanni VI Saraceno, O.F.M. † (1259 - 1280)
- Romoaldo Grisone † (1282 - 1309)
- Landolfo I † (1310 - 1336)
- Ruggero Sanseverino † (1337 - 1347)
- Bartolomeo Carafa † (1347 - 1367)
- Niccolò Brancaccio † (1367 - 1377)
- Bartolomeo Prignano † (1377 - 1378, eleito Papa com o nome de Urbano VI)
- Landolfo Maramaldo † (1378 - 1384)
- Giacomo Carafa † (1384 - 1400)
  - Niccolò Acconciamuro † (1378 - 1387) (pseudobispo)
  - Guglielmo † (1387 - 1390) (pseudobispo)
  - Roberto † (1390 - ?) (pseudobispo)
- Nicola Pagano † (1400 - 1424)
- Francesco de Aiello † (1424 - 1453)
- Guido Guidano † (1453 - 1454)
  - Latino Orsini † (1454 - 1472) (administrador apostólico)
- Antonio de Aiello † (1472 - 1493)
- Giovanni Giacomo Castiglioni † (1493 - 1513)
- Esteban Gabriel Merino † (1513 - 1530)
  - Girolamo Grimaldi † (1530 - 1540) (administrador apostólico)
- Girolamo Sauli † (1540 - 1550)
- Giacomo Puteo † (1550 - 1562)
- Antonio Puteo † (1562 - 1592)
- Giulio Cesare Riccardi † (1592 - 1602)
- Bonviso Bonvisi † (1602 - 1603)
- Galeazzo Sanvitale † (1604 - 1606)
- Decio Caracciolo Rosso † (1606 - 1613)
- Ascanio Gesualdo † (1613 - 1638)
- Diego Sersale † (1638 - 1665)
- Giovanni Granafei † (1666 - 1683)
- Tommaso Maria Ruffo † (1684 - 1691)
- Carlo Loffredo, C.R. † (1691 - 1698)
- Muzio Gaeta seniore † (1698 - 1728)
- Mihály Karl Althann † (1728 - 1735)
- Muzio Gaeta iuniore † (1735 - 1754)
- Luigi d'Alessandro † (1754 - 1770)
- Adelelmo Gennaro Pignatelli, O.S.B. Oliv. † (1770 - 1777 )
- Giambattista Ettore Caracciolo † (1778 - 1780)
- Sede vacante (1780-1792)
- Gennaro Maria Guevara Suardo, O.S.B. Cas. † (1792 - 1804)
- Baldassare Mormile, C.R. † (1805 - 1818)
- Nicola Coppola, C.O. † (1818 - 1823)
- Michele Basilio Clary, O.S.B.I. † (1823 - 1858)
- Francesco Pedicini † (1858 - 1886)
  - Casimiro Gennari † (1886 - 1887) (administrator apostólico)
- Ernesto Mazzella † (1887 - 1897)
- Giulio Vaccaro † (1898 - 1924)
  - Pietro Pomares y de Morant † (1924 - 1924) (arcebispo eleito)
- Augusto Curi † (1925 - 1933)
- Marcello Mimmi † (1933 - 1952)
- Enrico Nicodemo † (1952 - 1973)
- Anastasio Alberto Ballestrero, O.C.D. † (1973 - 1977)
- Andrea Mariano Magrassi, O.S.B. † (1977 - 1986 nomeado arcebispo de Bari-Bitonto)

### Sé de Bitonto
- Santo Apollinare ? † (século I)
- Guglielmo da Viterbo † (715 - 742)
- Andreone ou Andreano † (742 - 754)
- Oto oo Otão † (754 - ?)
- Arnolfo † (1085 - 1095)
- Giovanni I † (1095 - 1145)
- Giovanni Nicolao † (1145 - 1198)
- Domenico † (1198 - 1225)
- Sergio d'Orvieto † (1225 - 1251)
- Pancrazio da Anagni, O.P. † (1253 - 1260)
- Teodorico de Borgognoni † (1260 - 1266)
- Pardo Perrese † (1266 - 1267)
- Bernardo † (1267 - 1268)
- Leucio Corasi † (1283 - 1317)
  - Giovanni da Venotstis † (1317 - 1317) (pseudobispo)
- Giovanni Lacadia † (1317 - 1333)
- Stefano Vitano † (1334 - 1346)
- Roberto Lenato † (1346 - 1347)
- Giacomo Falcone † (1348 - 1349 ?)
- Nicola Fontana † (1350 - 1352)
- Giacomo Castelli † (1352 - 1371)
- Biagio Domenico † (1371 - circa 1380)
  - Pietro De Valle, O.E.S.A. † (1380 - 1384) (pseudobispo)
  - Nicola dei Guiscardi † (1384 - ?) (pseudobispo)
- Enrico Minutolo † (1381 - 1383)
- Giacomo Castelli † (1383 - 1386)
- Nicola de Pice † (1386 - 1392)
- Giovanni degli Orselli † (1392 - 1396)
- Nicola Perrese † (1396 - 1399)
- Antonio Ciccivellis, O.F.M. † (1399 - 1423)
- Paolo Alfatati † (1423 - 1457)
- Antonio di Reggio, O.P. † (1457 - 1472)
  - Antonio da Urbino † (1473 - 1482)
- Andrea Paltroni † (1472 - 1484)
- Battista Pontini † (1484 - 1500)
  - Giovanni Battista Orsini seniore † (1500 - 1501) (administrador apostólico)
- Giovanni Battista Orsini iuniore † (1501 - 1517)
  - Giulio de' Medici † (1517 - 1517) (administrador apostólico)
- Giacomo Orsini † (1517 - 1530)
  - Alessandro Farnese † (1530 - 1532) (administrador apostólico)
- Lope de Alarcón † (1532 - 1537)
  - Alessandro Farnese il Giovane † (1537 - 1538) (administrador apostólico)
- Sebastiano Deli di Castel Durante † (1538 - 1544)
- Alessandro Farnese il Giovane † (1544)
- Cornelio Musso, O.F.M. Conv. † (1544 - 1574)
- Giovanni Fortiguerra † (1574 - 1593)
- Flaminio Parisio † ( 1593 - 1603)
- Girolamo Bernardino Pallantieri, O.F.M.Conv. † (1603 - 1619)
- Giovanni Battista Stella † (1619 - 1621)
- Fabrizio Carafa † (1622 - 1651)
- Alessandro Crescenzi † (1652 - 1668)
- Tommaso Acquaviva d'Aragona, O.P. † (1668 - 1672)
- Francesco Antonio Gallo † (1672 - 1685)
- Filippo Massarenghi, C.O. † (1686 - 1688)
- Carlo de Ferrari † (1689 - 1698)
- Giovanni Battista Capano, C.R. † (1700 - 1720)
- Domenico Maria Cedronio, O.P. † (1720 - 1722)
- Luca Antonio della Gatta † (1722 - 1737)
- Giovanni Barba † (1737 - 1749)
- Nicola Ferri † (1750 - 1770)
- Orazio Berarducci † (1770 - 1801)
  - Sede vacante (1801-1819)
- Vincenzo Maria Manieri, O.F.M.Conv. † (1819 - 1833)
  - Sede vacante (1833-1838)
- Nicola Marone † (1838 - 1853)
- Vincenzo Materozzi † (1853 - 1884)
- Luigi Bruno † (1884 - 1893)
- Tommaso de Stefano † (1893 - 1898)
- Pasquale Berardi † (1898 - 1921)
- Placido Ferniani † (1922 - 1925)
- Domenico Del Buono † (1925 - 1929)
- Andrea Taccone † (1929 - 1949)
- Aurelio Marena † (1950 - 1978)
  - Sede vacante (1978-1982)
- Andrea Mariano Magrassi, O.S.B. † (1982 - 1986, nomeado arcebispo de Bari-Bitonto)

### Sé de Bari-Bitonto
- Andrea Mariano Magrassi, O.S.B. † (1986 - 1999)
- Francesco Cacucci (1999 - 2020)
- Giuseppe Satriano (desde 2020)